# Изварское сельское поселение
И́зварское се́льское поселе́ние — упразднённое муниципальное образование в составе Волосовского района Ленинградской области. Бывший административный центр — деревня Извара.
С 22 декабря 2014 года главой администрации являлась Масленицына Наталия Николаевна.

## Географические данные
- Расположение: юго-восточная часть Волосовского района
- Граничит:
  - на севере — с Калитинским сельским поселением
  - на востоке — с Гатчинским муниципальным районом
  - на юго-востоке — с Лужским муниципальным районом
  - на юго-западе — с Сабским сельским поселением
  - на западе — с Большеврудским сельским поселением
  - на северо-западе — с Рабитицким сельским поселением
- По территории поселения проходит автомобильная дорога 41К-013 (Жабино — Вересть)
- Расстояние от административного центра поселения до районного центра — 12 км[1]
- По территории поселения проходит узкоколейная железная дорога Реполка — Сорок Шестой Километр (Лесосклад)

## История
По данным 1990 года из части упразднённого Волосовского сельсовета и ликвидированного Сосницкого сельсовета был образован Изварский сельсовет с центром в деревне Извара.
18 января 1994 года постановлением главы администрации Ленинградской области № 10 «Об изменениях административно-территориального устройства районов Ленинградской области» Изварский сельсовет, также как и все другие сельсоветы области, преобразован в Изварскую волость.
1 января 2006 года в соответствии с областным Законом № 64-оз от 24 сентября 2004 года «Об установлении границ и наделении соответствующим статусом муниципального образования Волосовский муниципальный район и муниципальных образований в его составе» образовано Изварское сельское поселение, в его состав вошла территория бывшей Изварской волости.
В мае 2019 года Изварское сельское поселение влилось в Рабитицкое сельское поселение.

## Население
| 2006  | 2010  | 2011  | 2012  | 2013  | 2014  | 2015  |
| ----- | ----- | ----- | ----- | ----- | ----- | ----- |
| 2600  | ↗3329 | ↘3328 | ↗3384 | ↗3397 | ↗3477 | ↗3490 |
| 2016  | 2017  | 2018  | 2019  |       |       |       |
| ↘3451 | ↘3418 | ↘3369 | ↘3366 |       |       |       |

## Населённые пункты
В южной части поселения населённые пункты отсутствуют.
| №  | Населённый пункт                  | Тип населённого пункта          | Население    |
| -- | --------------------------------- | ------------------------------- | ------------ |
| 1  | Заполье                           | деревня                         | ↘139 (2017)  |
| 2  | Извара                            | деревня, административный центр | ↗2516 (2017) |
| 3  | Лиможа                            | деревня                         | ↗55 (2017)   |
| 4  | Мазаная Горка                     | деревня                         | ↘3 (2017)    |
| 5  | Озертицы                          | деревня                         | ↗62 (2017)   |
| 6  | Реполка                           | деревня                         | ↘502 (2017)  |
| 7  | Селище                            | деревня                         | ↗4 (2017)    |
| 8  | Сорок шестой километр (лесосклад) | посёлок                         | ↘5 (2017)    |
| 9  | Сосницы                           | деревня                         | ↗118 (2017)  |
| 10 | Сосново                           | деревня                         | ↗18 (2017)   |
| 11 | Чёрное                            | деревня                         | ↘77 (2017)   |

Постановлением правительства Российской Федерации от 21 декабря 1999 года № 1408 «О присвоении наименований географическим объектам и переименовании географических объектов в Ленинградской, Московской, Пермской и Тамбовской областях» новой деревне было присвоено наименование Мазаная Горка.

## Достопримечательности
В деревне Извара расположены:
- Музей-усадьба Рериха
- Николо-Пятницкая церковь
- Часовня
- Семейная сыроварня Галановъ и Ко